# Lacuna Coil
Lacuna Coil este o formație gothic metal formată în Milano, Italia, în anul 1994. Formația era cunoscută inițial sub denumirile Sleep of Right si Ethereal. Conform spuselor lor, formațiile care au influențat și influențează stilul lor muzical sunt, printre altele, Paradise Lost, My Dying Bride, Tiamat, Anathema, Septic Flesh, Black Sabbath, Type O Negative, Imago Mortis, Depeche Mode, In Flames, Amorphis, Lake Of Tears, etc.
Formația a urcat pe scenă cu ocazia a numeroase evenimente și festivaluri importante din lumea metalului. Primele semne că formația urma să ajungă cunoscută au început în anul 2002, odată cu lansarea albumului Comalies, album care a atras imediat atenția mass-media.

## Biografie

### Membrii
- Cristina Scabbia (voce)
- Andrea Ferro (voce)
- Cristiano Migliore (chitară)
- Marco Biazzi (chitară)
- Marco Coti Zelati (chitară bas)
- Cristiano Mozzati (baterie)

### Foști membri
- Raffaele Zagaria
- Claudio Leo
- Leonardo Forti

## Discografie

### Albume
- Ethereal (Demo) (1996)
- Lacuna Coil (1997) (EP)
- In a Reverie (1999)
- Halflife (2000) (EP)
- Unleashed Memories (2001)
- Comalies (2002)
- The EPs (2006)
- Karmacode (2006)
- Shallow Life (2009)
- Dark Adrenaline (2012)
- Broken Crown Halo (2014)
- Delirium (2016)
- Black Anima (2019)
- Sleepless Empire (2025)

### Single-uri
- Heavens A Lie (2002)
- Swamped (2004)
- Our Truth (2006)
- Enjoy the Silence (2006)
- Closer (2006)
- Within Me (2007)
- I Like It (2009)

### Compilații
- Manifesto of (Best of) (2009)

### Ediții Refăcute
- Unleashed Memories (2005)
- In A Reverie (2005)

### Clipuri Video
- Stars - 2000
- Heaven`s A Lie - 2003
- Swamped - 2004
- Our Truth - 2006
- Enjoy The Silence - 2006
- Closer - 2006
- Within Me - 2007
- Spellbound - 2009
- I Like It - 2009
- I Won't Tell You  - 2010